# Autodafés de 1933 en Allemagne

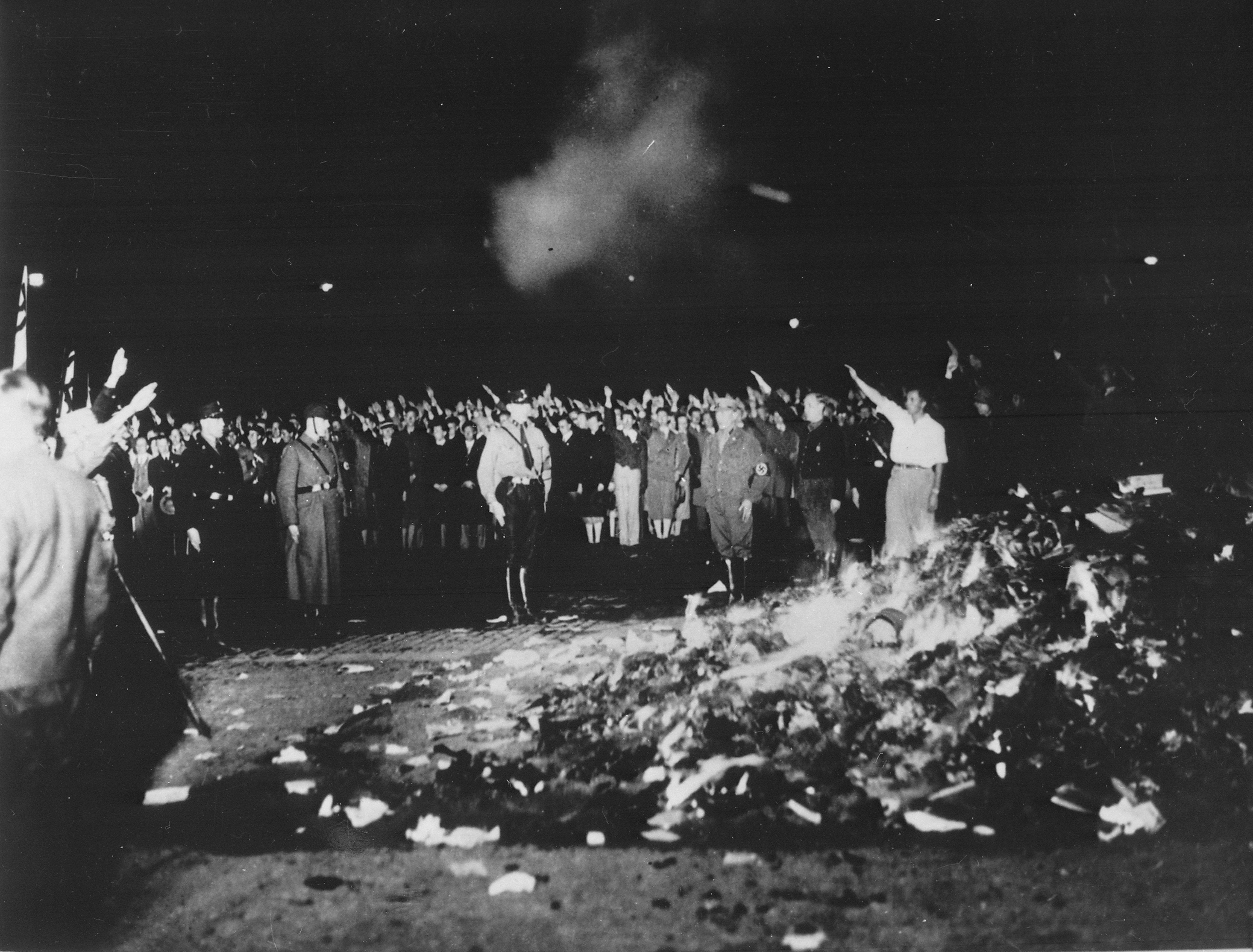
Autodafé, Opernplatz à Berlin, le 10 mai 1933.

Peu de temps après l'arrivée au pouvoir du NSDAP, en 1933, le chancelier Adolf Hitler lance une « action contre l'esprit non allemand », dans le cadre de laquelle se développent des persécutions organisées et systématiques visant les écrivains juifs, marxistes ou pacifistes. Il s'agit en fait d'une initiative organisée et mise en œuvre par des étudiants allemands sous la direction de la NSDStB, association allemande des étudiants nationaux socialistes.
Le 10 mai 1933, le mouvement atteint son point culminant, au cours d'une cérémonie savamment mise en scène devant l'opéra de Berlin et dans 21 autres villes allemandes : des dizaines de milliers de livres sont publiquement jetés au bûcher par des étudiants, des enseignants et des membres des instances du parti nazi. Ils constituent les autodafés allemands de 1933.

## Campagne contre «l'esprit non allemand»
Sous la république de Weimar, les universités allemandes témoignaient déjà clairement d'un esprit réactionnaire, chauviniste et nationaliste. La corporation des étudiants Allemands (DSt) était passée dès l'été 1931 sous la direction d'un représentant de l'association des étudiants allemands nationaux-socialistes (NSDStB) qui avait été élu avec 44,4 % des voix. Après l'accession des nazis au pouvoir, la corporation des étudiants allemands se retrouva en concurrence avec celle des étudiants nationaux-socialistes. Afin de renforcer la corporation des étudiants allemands, trois mois après l'accession d'Hitler et dans la foulée de la création du ministère du Reich à l'Éducation du peuple et à la Propagande, le pouvoir dota ses instances dirigeantes de leurs propres organes de presse et de propagande.

Au début du mois d'avril 1933, la fédération étudiante d'Allemagne demanda à ses membres de participer, sous la houlette de Hans Karl Leistritz, à une action qui devait se dérouler sur quatre semaines, entre le 12 avril et le 10 mai, avec pour thème la lutte contre l'esprit non allemand. L'action faisait référence à un autodafé de livres qui s'était déroulé au cours de la première fête de la Wartbourg en 1817, et se présentait comme une « action commune menée contre le négativisme juif ». 

« L'esprit juif, tel qu'il se manifeste dans toute son absence de retenue dans l'agitation de la scène internationale, et tel qu'il a déjà laissé ses marques dans la littérature allemande, doit en être extirpé. »

 Dans le domaine de la politique académique, l'« action contre l'esprit non allemand » constituait le départ d'une conquête des universités par les corporations étudiantes qui se présentaient comme des « sections d'assaut intellectuelles ».

## Préparatifs
Dans un premier temps, ordre est donné de former dans les facultés des comités contre l'esprit non allemand formés de deux étudiants, un professeur, un représentant de la ligue contre l'esprit non allemand d'Alfred Rosenberg et un écrivain. La direction revient à un dirigeant de la corporation étudiante en exercice.
Le travail de propagande est l'élément fondamental du combat politique mené par les étudiants. Le 2 avril 1933, au lendemain du boycott des magasins juifs, une feuille de route est élaborée; le 6 avril, les différentes organisations étudiantes reçoivent une circulaire qui les avertit de l'action à venir.

« En réaction aux menées honteuses de la communauté juive à l'étranger, la corporation des étudiants allemands a prévu des actions coordonnées sur quatre semaines pour lutter contre le nihilisme juif et défendre la pensée et le sentiment national dans la littérature allemande. Cette campagne commencera le 12 avril par l'affichage de 14 thèses, contre l'esprit non allemand, et se terminera le 10 mai par une conférence publique dans toutes les facultés allemandes. La campagne, qui connaîtra une intensité croissante jusqu'au 10 mai, fera appel à tous les moyens de propagande, tels que la radio, les journaux, les panneaux d'affichage, les tracts et des articles spéciaux publiés dans la correspondance académique de la DSt. »

— Actes de la corporation des étudiants allemands, dans l'Archive de la direction des étudiants du IIIe Reich, conservée à la bibliothèque universitaire de l'université de Wurtzbourg.
La direction de la DSt misait beaucoup sur cette initiative, qui devait démontrer son zèle et sa capacité à mobiliser les étudiants dans le combat national-socialiste ; en effet, sa rivale la NSDStB (Association national-socialiste des étudiants allemands) avait, après les législatives de mars 1933, revendiqué un monopole sur l'éducation politique des étudiants. Les préparatifs voient se développer une rivalité croissante entre les deux organisations et leurs leaders respectifs, Gerard Krüger (DSt) et Oskar Stäbel (NSDStB). La veille même du début de la campagne, Stäbel donne l'ordre de ne pas soutenir l'action de la DSt, mais d'en prendre les commandes.

### «12 propositions contre l'esprit non allemand»
Les 12 propositions contre l'esprit non allemand, synthèse des positions et des objectifs de la campagne, constituent le préambule de la campagne contre les idées du judaïsme, de la social-démocratie, du libéralisme et contre leurs représentants. Imprimées en lettres gothiques rouges, elles sont affichées dans les universités allemandes et publiées dans de nombreux journaux.
1. La langue et la littérature tirent leurs racines du peuple. Le peuple allemand a le devoir de s'assurer que la langue allemande et la littérature soient l'expression non corrompue de son identité nationale.
2. Un fossé s'est actuellement ouvert entre la littérature et l'identité allemande. Ce fossé est intolérable.
3. Pureté de la langue et de la littérature dépendent de toi ! C'est à toi que le peuple a confié la tâche de préserver fidèlement sa langue.
4. Notre ennemi principal est le juif et celui qui l'écoute.
5. Le juif ne peut penser que comme juif. S'il écrit en allemand, il ment. L'Allemand qui écrit en allemand mais qui publie des idées contraires à l'esprit allemand est un traître. L'étudiant qui produit des pensées et des écrits contraires à l'esprit allemand fait preuve de légèreté et trahit son devoir.
6. Nous voulons éradiquer le mensonge, nous voulons marquer la trahison au fer rouge, Nous voulons que les étudiants se trouvent non pas dans un état d'ignorance, mais de culture et de conscience politique.
7. Nous voulons considérer le juif comme un étranger et prendre au sérieux l'identité nationale. Nous demandons donc à la censure que les écrits juifs soient publiés en hébreu. S'ils sont publiés en allemand, il doit être clairement indiqué qu'il s'agit de traductions. La censure doit intervenir contre l'emploi abusif de la langue écrite. L'allemand écrit ne doit servir qu'aux allemands. Ce qui est contraire à l'esprit allemand sera extirpé de la littérature.
8. Nous exigeons que les étudiants allemands fassent preuve de la volonté et de la capacité à apprendre et à faire des choix de façon autonome.
9. Nous exigeons que les étudiants allemands fassent preuve de la volonté et de la capacité à maintenir la pureté de la langue allemande.
10. Nous exigeons que les étudiants allemands fassent preuve de la volonté et de la capacité à triompher de l'intellectualisme juif et de ses chimères libérales sur la scène intellectuelle allemande.
11. Nous exigeons que les étudiants et les professeurs soient sélectionnés en fonction des garanties qu'ils présentent de ne pas mettre en danger l'esprit allemand.
12. Nous exigeons que les facultés soient le sanctuaire de l'identité allemande et le lieu d'où partira l'offensive de l'esprit allemand dans toute sa puissance.

À la tête des « comités de combat contre l'esprit non allemand » actifs dans l'ensemble du Reich, on trouve Paul Karl Schmidt. Les comités locaux doivent servir de fer de lance de la communauté étudiante contre l'« intellectualisme juif ». Schmidt est responsable de l'affichage des 12 propositions. Son rôle au sein des comités le prépare à celui qu'il jouera plus tard dans la propagande de guerre anti-juive en tant que responsable de presse au ministère des affaires étrangères et plus tard encore (après 1945) en tant que journaliste.

### Service de presse
Parallèlement à la campagne d'affichage, les responsables organisent un prétendu « service de presse » qui doit en fait diffuser des déclarations de soutien de la part de responsables de la culture et d'écrivains engagés dans le courant nationaliste ; l'objectif est de sensibiliser l'opinion publique à la campagne. 66 écrivains, qui se sont illustrés par leur engagement pour la littérature allemande, se voient priés de soumettre un article ; parmi ces écrivains figurent Werner Bergengruen, Richard Billinger, Paul Ernst, Max Halbe, Karl Jaspers et Julius Streicher. Le succès de l'initiative est très mitigé. La majorité des personnalités sollicitées ne donne pas suite, même Alfred Rosenberg qui avait reçu un courrier personnel lui demandant d'écrire un texte introductif pour la campagne. Certains allèguent un délai trop court et proposent des textes déjà publiés, comme Erwin Guido Kolbenheyer, de Munich. En fin de compte le service de presse ne diffusera que quatre contributions, signées notamment Alfred Bäumler, Herbert Böhme, Kurt Herwarth Ball et Will Vesper (cf. Zeitungsberichte).

### Boycott des enseignants
Le 19 avril voit la direction de la DSt lancer un appel à continuer la lutte en s'engageant « contre les professeurs indignes de nos facultés allemandes. » La conclusion du manifeste affirme : « L’État a été conquis, mais pas l'université ! Les troupes d'assaut intellectuelles entrent en action, levez vos étendards ! » Les étudiants sont encouragés à dénoncer les professeurs qui, après la promulgation de la Loi allemande sur la restauration de la fonction publique du 7 avril 1933 avaient été contraints à la démission ; les étudiants doivent faire des déclarations sous serment ou fournir des preuves incriminantes telles que des citations de cours ou des extraits de publications. La campagne vise non seulement les juifs et les membres du parti communiste ou de la « Reichsbanner Schwarz-Rot-Gold » (bannière impériale Noire-Rouge-Or), mais, selon les explications de la direction du syndicat, les « personnes qui ont « vilipendé les leaders nationaux, le mouvement de redressement national ou les soldats du front » (anciens combattants de 1914-18) ; les responsables du syndicat étudiant visent également les professeurs « dont les méthodes scientifiques trahissent leurs positions libérales voire pacifistes. »
Même les professeurs dont le « comportement politique est irréprochable » doivent être signalés à la direction du syndicat dans la mesure où ils témoignent de « capacités au-dessus de la moyenne. » Presque toutes les universités participent à la campagne, avec le soutien du corps enseignant, des doyens et des recteurs. Des maîtres de conférence juifs, des membres de l'administration et des étudiants sont victimes de violences organisées, des cours sont chahutés ou boycottés, des professeurs juifs se voient empêcher l'accès à leur lieu de travail.
La chasse aux sorcières va encore plus loin dans certaines universités, notamment à Rostock, Münster, Königsberg, Erlangen et Dresde, où se dressent des poteaux de deux mètres affichant la liste des professeurs incriminés, et où des œuvres littéraires sont mises au pilori :

« Dans toutes les facultés se dressera un poteau. Un tronc d'arbre noueux de la taille d'un homme environ, dans l'enceinte de l'université. Sur ce poteau seront mis au pilori les œuvres de ceux qui ne partageront pas nos opinions. Et ces poteaux resteront tout le temps qu'il faudra, tant que leur présence sera nécessaire. Aujourd'hui pour les écrivains, demain pour les professeurs. Ils serviront indifféremment pour ceux qui ne comprennent pas ou ceux qui ne veulent pas comprendre. Ces poteaux devront être mis en place dans les universités à partir du 3 mai. »

Les étudiants de Rostock rapportent que le jour du 5 mai a lieu une « grande fête » avec l'érection d'un poteau sur lequel sont mises au pilori huit des œuvres littéraires désignées comme les « pires », celles de Emil Ludwig, Remarque, Tucholsky, Lion Feuchtwanger, Magnus Hirschfeld, Stephan Zweig, Wikki [sic] Baum ainsi que l'hebdomadaire Die Weltbühne.

### Collecte de livres

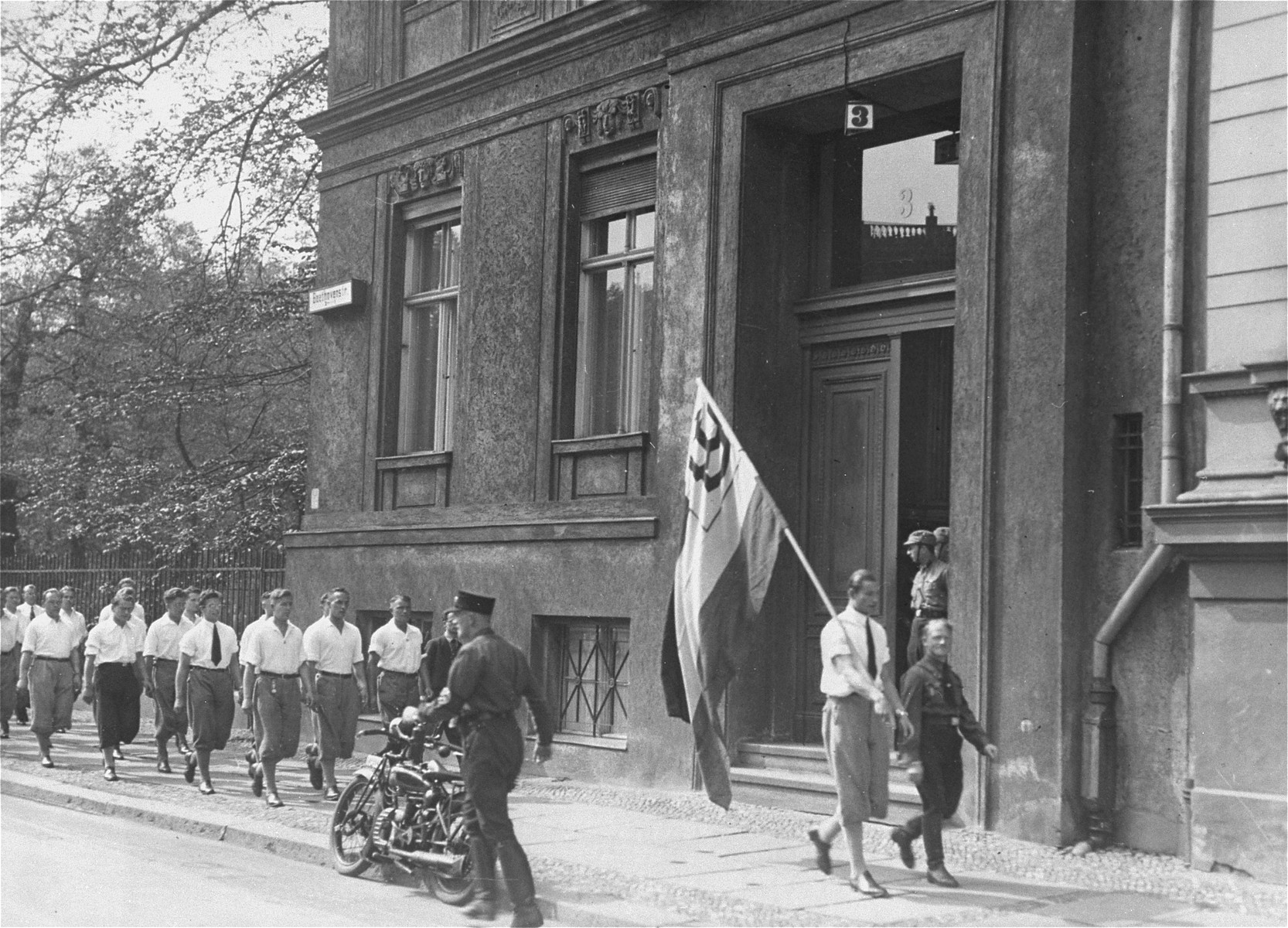
Étudiants s'avançant vers l'Institut de sexologie de Berlin le 6 mai 1933.

Le seconde phase de la campagne de propagande débute le 26 avril 1933 par la collecte des « écrits à détruire. » Les étudiants doivent commencer par nettoyer leur bibliothèque et celles de leurs proches en éliminant les ouvrages « nuisibles », puis passer au crible les bibliothèques universitaires et celles des instituts. Les bibliothèques publiques et les librairies doivent également se soumettre à des perquisitions permettant d'isoler les ouvrages « méritant d'être brûlés. »
Les bibliothèques municipales et publiques sont sommées de faire elles-mêmes le tri et de se dessaisir spontanément des ouvrages incriminés. Les étudiants reçoivent le soutien de leurs professeurs et des recteurs qui ne se contentent pas d'attendre de venir assister aux autodafés mais collaborent activement au sein des commissions à dresser la liste des ouvrages destinés au bûcher. Les critères de sélection vont permettre de constituer la « liste noire » du bibliothécaire Wolfgang Herrmann, âgé alors de 29 ans.
L'action des étudiants reçoit un soutien sans réserves de la part des librairies et des bibliothèques. La revue spécialisée de l'union des bibliothécaires allemands et une gazette des professionnels du livre allemand, la « Börsenblatt des deutschen Buchhandels », diffusent la liste des ouvrages mis à l'index en la commentant ; la revue des bibliothécaires insiste sur le fait que le corpus à détruire comporte en majorité des ouvrages juifs. Les professionnels lésés par les mesures de saisie ne protestent pas, les responsables des bibliothèques de prêts étant même priés de signer cette déclaration :

« Je m'engage par la présente à retirer de ma bibliothèque tous les ouvrages inscrits sur la « liste noire » et à ne plus les prêter. J'ai été averti que le prêt de ces ouvrages est désormais punissable par la loi. »

Le 6 mai, le pays est le théâtre d'un pillage général des bibliothèques de prêt et des librairies, avant-dernier acte de la « campagne contre l'esprit non allemand. » Les troupes d'assaut estudiantines se chargent de la collecte et du transport des ouvrages incriminés. À Berlin, les étudiants de la faculté des sports et de l'école vétérinaire prennent d'assaut l'institut de sexologie de Magnus Hirschfeld, situé dans le quartier du jardin zoologique, et pillent une bibliothèque riche de plus de dix mille ouvrages. Hirschfeld, quant à lui, assistera à la destruction de l'œuvre de sa vie en regardant les actualités de la semaine dans un cinéma parisien.

### Déclarations devant le bûcher

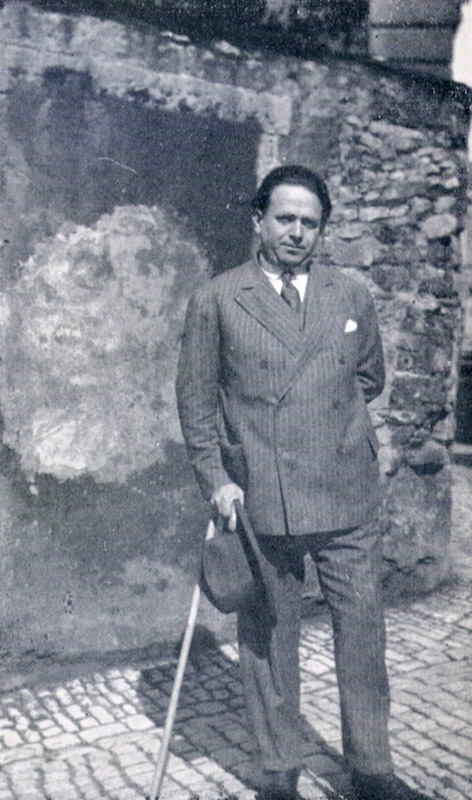
Tucholsky à Paris, 1928.

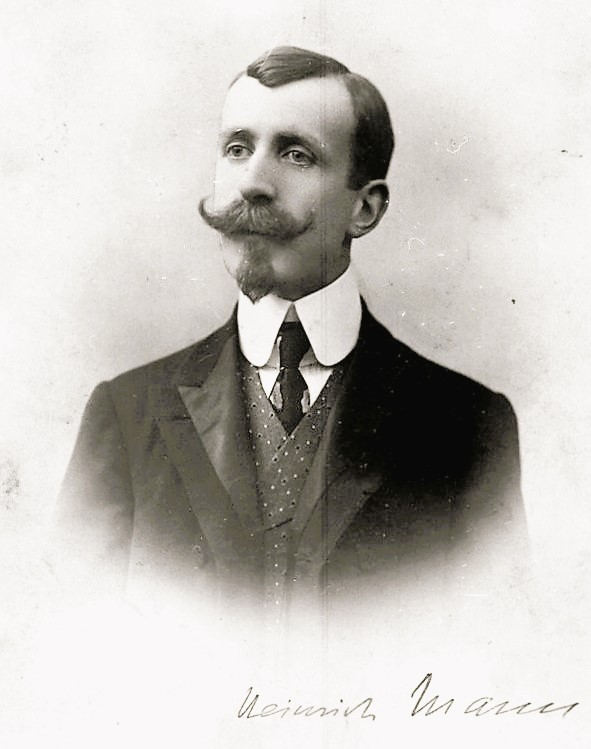
Heinrich Mann.

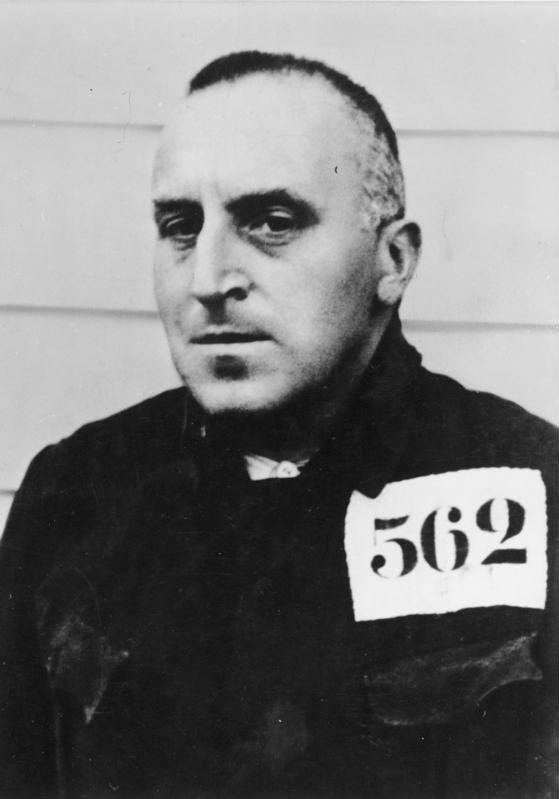
Carl von Ossietzky.

Après les actions de propagande et la chasse aux ouvrages interdits, la troisième phase sera la mise à mort proprement dite de « l'esprit non allemand » ainsi que l'agence centrale de propagande des étudiants allemands l'a prévu : « Le 10 mai 1933, dans toutes les universités, la littérature à détruire sera confiée aux flammes. » L'autodafé est pour les étudiants un geste symbolique : dans le passé on attribuait au feu un pouvoir purificateur et thérapeutique, de même le recours au bûcher exprimera l'idée qu'« en Allemagne la nation s'est purifiée intérieurement et extérieurement. »
À cette fin, chaque université reçoit une circulaire destinée au corps étudiant, contenant une série de « déclarations du bûcher » qui permettront d'uniformiser le déroulement symbolique des autodafé du lendemain. Les mêmes phrases seront prononcées dans tout le pays au moment où les représentants des étudiants jetteront dans le brasier les ouvrages qui représentent la littérature « honteuse et ordurière. » Le procédé permet d'insister sur la nature symbolique de l'autodafé en lui conférant le caractère d'un rituel. Les signataires de la circulaire sont Gerhard Krüger (permanent du parti national-socialiste), la DSt, et Hans-Karl Leitstritz, chef de l'administration :

« Comme base du déroulement symbolique de la mise au bûcher on utilisera la sélection fournie ci-dessous et le représentant des étudiants restera aussi proche que possible de sa formulation en composant son allocution. Étant donné que pour des raisons pratiques il ne sera pas toujours possible de brûler tous les livres, il conviendra de se limiter aux ouvrages donnés dans la sélection pour choisir ceux qui seront nommément jetés dans les flammes. Cela n'empêchera pas qu'un grand nombre d'ouvrages finisse sur le bûcher. Chaque organisateur a toute liberté de faire là-dessus comme bon lui semble. »

« 1er récitant : Contre la lutte des classes et le matérialisme, pour la communauté nationale et un idéal de vie ! »
 « Je jette dans les flammes les écrits de Marx et de Kautsky. »

« 2e récitant : Contre la décadence et la corruption morale, pour l'éducation et la tradition au sein de la famille et de l'État ! » 
« Je jette aux flammes les écrits de Heinrich Mann, Ernst Glaeser et Erich Kästner. »

« 3e récitant : Contre les coups bas idéologiques et la trahison politique, pour le don de soi au peuple et à l'État !»
 « je donne aux flammes les écrits de Friedrich Wilhelm Foerster. »

« 4e récitant : Contre la valorisation excessive de la vie pulsionnelle qui dégrade l'âme, pour la noblesse de l'âme humaine !»
 « Je jette aux flammes les écrits de Sigmund Freud. »

« 5e récitant : Contre la falsification de notre histoire et la dévalorisation de ses grandes figures, pour le respect de notre passé, » 
 « je jette aux flammes les écrits d'Emil Ludwig et de Werner Hegemann (en). »

« 6e récitant : Contre le journalisme étranger au peuple et marqué par la judéo-démocratie, pour une participation consciente et responsable à l'œuvre de construction nationale ! »
 « je jette aux flammes les écrits de Theodor Wolff et Georg Bernhard. »

« 7e récitant : Contre la trahison littéraire visant les combattants de la première guerre mondiale, pour l'éducation du peuple dans un esprit qui lui permette de prendre les armes pour sa défense »
 « Je jette aux flammes les écrits d'Erich Maria Remarque. »

« 8e récitant : Contre la dénaturation barbare de la langue allemande, pour la protection du bien le plus précieux de notre peuple ! » 
 « Je jette aux flammes les écrits d'Alfred Kerr. »

« 9e récitant : Contre l'impudence et l'affectation, pour le respect et la vénération de l'immortel esprit du peuple allemand ! »
 « Dévorez aussi, Ô flammes, les écrits de Tucholsky et de Ossietzky ! »

Dans le reportage radiophonique enregistré sur la place de l'opéra de Berlin, on note de légères variantes par rapport à la circulaire. On entend par exemple le mot « feu » au lieu de « flamme » dans la dernière invocation, l'utilisation du prénom de Karl Marx ou les mots « l'école de Sigmund Freud » au lieu de Sigmund Freud ; Emil Ludwig, pour la plus grande joie des spectateurs, est appelé « Emile Ludwig Cohen. »

## Autodafés
Le 10 mai 1933 doit être le point culminant de la campagne contre l'esprit non allemand. L'action devant se dérouler avec une précision toute militaire, une feuille de route détaillée est distribuée aux divers responsables locaux. Entre 20h30 et 22h, la cérémonie doit s'ouvrir sur une communication du syndicat étudiant qui aura lieu dans le grand amphithéâtre de l'université concernée. À la tombée de la nuit, une marche aux flambeaux transportera les ouvrages vers le bûcher et les festivités se termineront sur un feu de joie. Les comités étudiants sont sommés de respecter au plus près ces instructions et de les exécuter de façon aussi élaborée que possible, car entre 23h et minuit l'événement fera l'objet d'un reportage sur les ondes de la radio nationale.
La récitation scrupuleuse des textes de la circulaire est également obligatoire. Dans toutes les villes, les volontaires se mettent au travail dès le matin pour construire les bûchers devant lesquels les spectateurs attendent une conférence publique, dont se chargeront dans la plupart des cas les professeurs de l'université. À Berlin, Joseph Goebbels prend également la parole, ce qui donne à l'événement un caractère officiel.

### 10 mai 1933 à Berlin

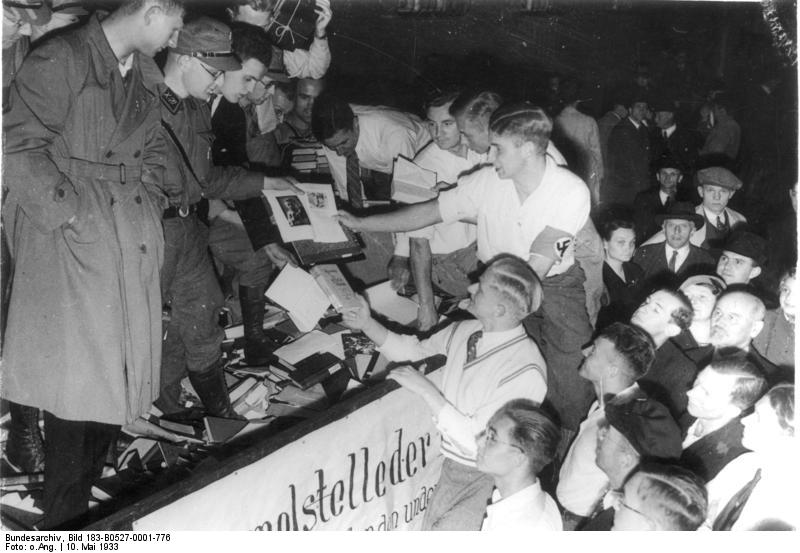
Transport des ouvrages interdits sur la place de l'opéra de Berlin, cliché provenant des archives fédérales allemandes.

La marche aux flambeaux berlinoise se forme sur la place Hegel derrière l'université Humboldt avant de s'avancer le long de l'île aux Musées jusqu'à la maison des étudiants dans la rue Oranienburg. Là stationnent des camions qui sont chargés de plus de 25 000 ouvrages. Fritz Hippler, dirigeant des étudiants du Brandebourg et futur producteur du film de propagande Der ewige Jude (Le Juif éternel) se lance alors dans une diatribe qui dure jusqu'à ce que le cortège se mette en marche en direction du Reichstag, sous une pluie battante, au son d'une fanfare des SA. La tête d'un buste fracassé de Magnus Hirschfeld est promenée au bout d'un bâton. Une foule avide assiste au défilé des associations étudiantes, des corporations arborant le « Wichs » le costume de leur affiliation, de professeurs en toge, de membres des SA, des SS et de la jeunesse hitlérienne escortés par la police montée ; ils franchissent la porte de Brandebourg, empruntent l'avenue « Unter den Linden » (Sous les tilleuls) jusqu'au forum fredericianum (qui deviendra plus tard la place Bebel) avant de s'arrêter devant l'opéra national. Des orchestres SA ou SS jouent des airs patriotiques et des marches tandis que la place est éclairée par les projecteurs des équipes venues filmer les actualités.
Comme la pluie diluvienne interdit d'allumer le bûcher, les pompiers prêtent main-forte aux étudiants en arrosant les livres d'essence. Après l’allocution du dirigeant syndical étudiant Herbert Gutjahr, qui conclut par ces mots : « Nous avons dirigé notre offensive contre l'esprit non allemand. Je jette au bûcher tout ce qui ne respecte pas l'esprit allemand ! », neuf représentants choisis des associations étudiantes s'avancent les premiers et jettent sur le brasier les livres qui correspondent aux textes de la circulaire. Puis, aux acclamations assourdissantes des étudiants et des spectateurs, c'est le tour des ouvrages transportés dans les camions qui sont jetés en vrac dans les flammes, après être passés de main en main le long d'une chaîne humaine. À la fin de la soirée, les livres de 94 auteurs, dont Erich Kästner, Heinrich Heine, Karl Marx, Kurt Tucholsky et Sigmund Freud, sont réduits en cendres.
Près de 70 000 personnes participent à l'événement. Vers minuit paraît le ministre de la propagande, Joseph Goebbels, docteur en études germanistes, qui prononce un discours à la fin duquel il ne reste plus rien de la pile de livres qu'un tas de cendres encore fumantes. Les festivités se terminent avec l'exécution chorale du Horst-Wessel-Lied.

### Villes universitaires
Parallèlement aux événements de Berlin, des bûchers sont allumés le 10 mai 1933 dans 21 villes universitaires allemandes : Bonn, Brême, Breslau, Brunswick, Dortmund, Dresde, Francfort-sur-le-Main, Göttingen, Greifswald, Hanovre, Hannoversch Münden, Kiel, Königsberg, Landau, Marbourg, Munich, Nuremberg, Rostock, Worms et Wurtzbourg. En raison des fortes pluies, l'événement doit être repoussé dans certaines villes, ce qui fait qu'entre le 10 et le 19 mai on signale encore huit autodafés : le 12 à Erlangen et Halle, le 15 à Hambourg, le 17 à Heidelberg, le 19 à Mannheim et Cassel (avec 30 000 participants). L'événement prévu le 19 mai à Fribourg est annulé sine die en raison de la pluie. Le dernier bûcher s'embrase le 23 juin à Mayence alors que le premier avait eu lieu le 8 mai à Giessen.
En ce qui concerne les universités de Stuttgart, Tübingen et Singen, et pour des raisons de rivalité à l'intérieur du mouvement national-socialiste, le commissaire aux associations étudiantes, l'écrivain Gerhard Schumann, interdit toute participation à l'événement et maintient son refus en dépit des protestations que certains groupes d'étudiants font parvenir à Berlin. L'association des étudiants de Darmstadt fait savoir qu'en raison de la situation particulière de la ville, dont la municipalité est dominée par le Front populaire, il ne sera pas possible d'organiser une manifestation publique.
Munich est le théâtre d'un double autodafé : le premier est organisé par la Jeunesse hitlérienne, le 6 mai, car la direction du mouvement a demandé aux sections de brûler « en tous lieux […] les livres et les écrits marxistes et pacifistes » ; le second, qui date du 10 mai, est à l'initiative de l'association des étudiants allemands et rassemble plus de 50 000 spectateurs sur la place Royale. Plusieurs radios bavaroises se font l'écho de l'événement.
Les autodafés eux-mêmes sont exécutés par l'association des étudiants allemands (Dst), association qui chapeaute les commissions générales étudiantes (AStA), et par la ligue des étudiants nationaux-socialistes (NSDStB) avec l'accord tacite de l'administration locale, et même la participation active de la police et des pompiers. De très nombreux professeurs prennent part à l'événement et arborent la robe universitaire devant les brasiers ou pour prononcer une allocution, par exemple le philosophe Alfred Baeumler à Berlin, le germaniste Hans Naumann à Bonn et les germanistes Friedrich Neumann et Gerhard Fricke à Göttingen. À Dresde, c'est Will Vesper qui se charge du discours. À Greifswald, le bûcher est organisé par la section locale de la ligue des étudiants nationaux-socialistes et s'inscrit dans une campagne « contre l'esprit non allemand » qui se déroule sur plusieurs semaines. Encadrés professionnellement par les professeurs Wolfgang Stammler et Hans Wilhelm Hagen, des étudiants postdoctoraux profitent des événements pour publier dans les journaux poméraniens des essais comparatifs sur la littérature « allemande » et les œuvres « non allemandes » destinées au bûcher.
À Francfort, 15 000 personnes environ se rassemblent sur le Römerberg, notamment de nombreux étudiants en uniforme de SA, mais aussi des professeurs en robe et bonnet carré. Les livres sont acheminés vers le bûcher dans un char à bœufs. Un croc à fumier signale qu'il s'agit du transport des ordures. C'est l'aumônier universitaire Otto Fricke qui prend la parole devant le bûcher.
Dans d'autres endroits, les étudiants ne se contentent pas de jeter des livres au bûcher. Ils brûlent aussi des drapeaux, notamment celui du Roter Frontkämpferbund (la branche paramilitaire du Parti communiste allemand) à Hambourg, et à Mannheim et Königsberg le drapeau noir-or-rouge de la République de Weimar.

### En Autriche
Après l'« Anschluss », c'est-à-dire l'annexion de l'Autriche par l'Allemagne nazie, la ligue des enseignants nationaux-socialistes organise un autodafé de livres place de la Résidence à Salzbourg sous le patronage de Karl Springendschmid, le « Goebbels » salzbourgeois. Quelque 1 200 ouvrages d'auteurs religieux et juifs y sont brûlés, notamment les œuvres du Salzbourgeois d'adoption Stefan Zweig et la monographie sur Max Reinhard de Siegfried Jacobson. On entend proclamer : 

« Que le feu fasse aussi disparaître l'affront et la honte qui ont rejailli sur notre ville. Que libre et allemande se dresse la ville de Mozart ! »

### Actions en dehors des universités
Ces autodafés de livres ne sont pas les premiers qu'ait connus l’Allemagne nazie. Plusieurs cas étaient intervenus dans le sillage de la vague de terreur menée par les nazis lors des élections législatives de mars 1933 ; organisés par les SA et les SS, ils avaient touché de nombreuses villes, ainsi Dresde (8 mars), Brunswick (9 mars), Wurzbourg (10 mars), Heidelberg (12 mars), Kaiserslautern (26 mars), Münster (31 mars), Wuppertal (1er avril), Leipzig (1er avril et 2 mai), Düsseldorf (11 avril) et Cobourg (7 mai). Il s'agissait alors de s'attaquer au noyau de l'opposition qui résistait encore, notamment les presses des partis politiques, des syndicats ou de la social-démocratie qui furent envahies et pillées, mais on en profita également pour brûler certaines œuvres comme À l'Ouest rien de nouveau d'Erich Maria Remarque. L'assaut de la Maison du peuple social-démocrate de Brunswick fit une victime. Ces actions donnèrent probablement une impulsion au mouvement étudiant qui allait suivre avec la « Campagne contre l'esprit non allemand ».
L'exemple du 10 mai 1933 déchaîne une vague de répliques en dehors des universités ; elle touche Neustrelitz (13 mai), Neustadt an der Weinstraße (14 mai), Offenbach-sur-le-Main (22 mai), Hambourg une nouvelle fois le 30 mai, à l'initiative de la Jeunesse hitlérienne et de la ligue des jeunes filles allemandes (le Bund Deutscher Mädel ou BDM), Neubrandenbourg le 31 mai, Heidelberg, Karlsruhe, Offenburg et Pforzheim le 17 juin, Essen, Darmstadt et Weimar le 21 juin et Mayence le 23. Le dernier événement de ce type est signalé le 26 août à Iéna. Il est impossible de donner un chiffre exact tant les petites répliques locales sont nombreuses, mais les archives font état de plus de 70 actions dans l'ensemble du pays au cours de l'année 1933.
En mars 1938, la branche mexicaine du parti national socialiste organise à Mexico une fête pour célébrer l'annexion définitive de l'Autriche, qui là aussi est suivie d'un petit autodafé de livres. La même année on voit encore brûler les livres de la communauté juive dans de nombreuses villes et villages, notamment dans des localités de Franconie telles que Hegenbach, Karlstadt et Steinach. En 1941, plusieurs autodafés ont encore lieu en Alsace, dans le cadre d'une action d'épuration contre les « juifs du Sud ».

## Lieu et date des autodafés

### Avant les autodafés étudiants du 10 mai 1933
Par ordre alphabétique :
- Berlin 15 mars 1933
- Brunswick 9 mars 1933 (devant la Maison du Peuple social-démocrate)
- Cobourg 7 mai 1933 (place du Château, le jour de la fête de la Jeunesse allemande)
- Dresde 7 mars 1933 (rue Neue Meißner devant la librairie)
- Dresde 8 mars 1933 (place Wettiner)
- Düsseldorf 11 avril 1933 (planétarium (aujourd'hui salle de concerts))
- Heidelberg 12 mars 1933 (devant la maison des syndicats)
- Kaiserslautern 26 mars 1933 (place Schiller)
- Leipzig 1er avril 1933
- Munich 6 mai 1933 (organisé par les Jeunesses hitlériennes)
- Münster 31 mars 1933
- Rosenheim 7 mai 1933 (place Max-Josefs, organisé par les Jeunesses hitlériennes, la ligue des jeunes filles allemandes, et les jeunesses populaires)
- Schleswig 23 avril 1933 (Stadtfeld)
- Wurtzbourg 10 mars 1933
- Wuppertal 1er avril 1933 (parvis de la mairie de Barmen et Brausenwerth à Elberfeld (organisé par les lycéens encadrés par le corps enseignant)

### Autodafés à l'initiative de la campagne contre l'esprit non allemand
- Berlin 10 mai 1933 (place de l'Opéra)
- Bonn 10 mai 1933 (place du Marché)
- Brême 10 mai 1933 (rue du Nord)
- Brunswick 10 mai 1933 (place du Château)
- Breslau 10 mai 1933 (place du Château)
- Darmstadt 21 juin 1933 (place Merck)
- Dortmund 10 mai 1933 (place de la Hanse)
- Dresde 10 mai 1933 (contre la colonne Bismarck)
- Düsseldorf 11 mai 1933 (place du Marché)
- Erlangen 12 mai 1933 (place du Château)
- Francfort-sur-le-Main 10 mai 1933 (place de l'Hôtel de ville ou « Römerberg »)
- Fribourg-en-Brisgau (stade universitaire, annulé en raison des pluies)
- Giessen 8 mai 1933 (bassin de la Fontaine)
- Göttingen 10 mai 1933 (place Adolf-Hitler aujourd'hui place Albani)
- Greifswald 10 mai 1933 (place du Marché, organisé en parallèle avec une action « pour l'esprit allemand » menée par le syndicat local national-socialiste étudiant)
- Halle 12 mai 1933 (place de l'Université)
- Hambourg 15 mai 1933 (Rive de l'Empereur Frédéric)
- Hanovre 10 mai 1933 (près de la colonne Bismarck)
- Hann. Münden 10 mai 1933 (place du Marché)
- Heidelberg 17 mai 1933 (place de l'Université)
- Cassel 19 mai 1933 (place Frédéric)
- Kiel 10 mai 1933 (place Guillaume)
- Königsberg 10 mai 1933 (place du Tambour)
- Landau 10 mai 1933 (place de la Parade, aujourd'hui place de l'Hôtel-de-Ville)
- Mannheim 19 mai 1933 (Messplatz, caserne des pompiers)
- Marbourg 10 mai 1933 (Champ de Mars)
- Munich 10 mai 1933 (place Royale)
- Münster 10 mai 1933 (place Hindenburg)
- Nuremberg 10 mai 1933 (place du Grand Marché, anciennement place Adolf-Hitler)
- Rostock 10 mai 1933 (place Blücher)
- Stuttgart et Tübingen : le dirigeant régional du NSDStB du Württemberg s'opposa à un autodafé de livres, mais ne put empêcher quelques actions isolées menées par des groupes d'étudiants.
- Worms 10 mai 1933 (parvis du palais de justice)
- Wurtzbourg 10 mai 1933 (place de la Résidence)

### Autodafés spontanés
- Bad Kreuznach 10 mai 1933 (Marché au blé)
- Bamberg 1er juillet 1933 (terrain de jeu principal du Jardin public)
- Bautzen 9 août 1933 (Carrière de la rue Löbauer)
- Hambourg 24 juin 1933 (quartier de Bergedorf, dans le cadre des fêtes du solstice d'été)
- Clèves 19 mai 1933 (cour du lycée public de la Rue de Rome)
- Cologne 17 mai 1933 (monument aux morts de l'Université[14])
- Düsseldorf 11 mai 1933 (place du Marché)
- Eutin 24 juin 1933
- Essen 21 juin 1933 (place Gerling)
- Flensbourg 30 mai 1933
- Hambourg 30 mai 1933 (place de la Porte de Lübeck, à l'initiative des jeunesses hitlériennes)
- Heidelberg 17 juin 1933 (place du Jubilé)
- Heidelberg 16 juin 1933 (place de l'Université)
- Heligoland 18 mai 1933 (place de l'École)
- Iéna 26 août 1933 (place du Marché)
- Karlsruhe 17 juin 1933 (place du Marché)
- Leipzig 2 mai 1933 (Maison du Peuple et plus tard sur la petite Messplatz)
- Lübeck 26 mai (Cour Buniam)
- Mayence 23 juin 1933 (place Adolf-Hitler)
- Neubrandenbourg 31 mai 1933 (place du Marché)
- Neustadt an der Weinstraße 14 mai 1933 (place du Marché)
- Neustrelitz 13 mai 1933 (place du champ de Mars)
- Offenbach-sur-le-Main 22 mai 1933 (devant le château d'Isenbourg)
- Offenbourg 17 juin 1933 (place du Marché)
- Pforzheim 17 juin 1933 (place du Marché)
- Ratisbonne 12 mai (Neupfarrplatz)
- Rendsburg 9 octobre (place de la Parade)
- Schleswig 23 juin 1933
- Spire 6 mai 1933
- Weimar 21 juin 1933 (à Niedergrunstedt lors de la fête du solstice de la ligue nationale allemande des employés de commerce)
- Wilsdruff 23 septembre 1933 (à Steinbruch Blankenstein, après la consécration des couleurs des cadets de la Jeunesse hitlérienne de Wilsdruff)

## Auteurs mis à l'index

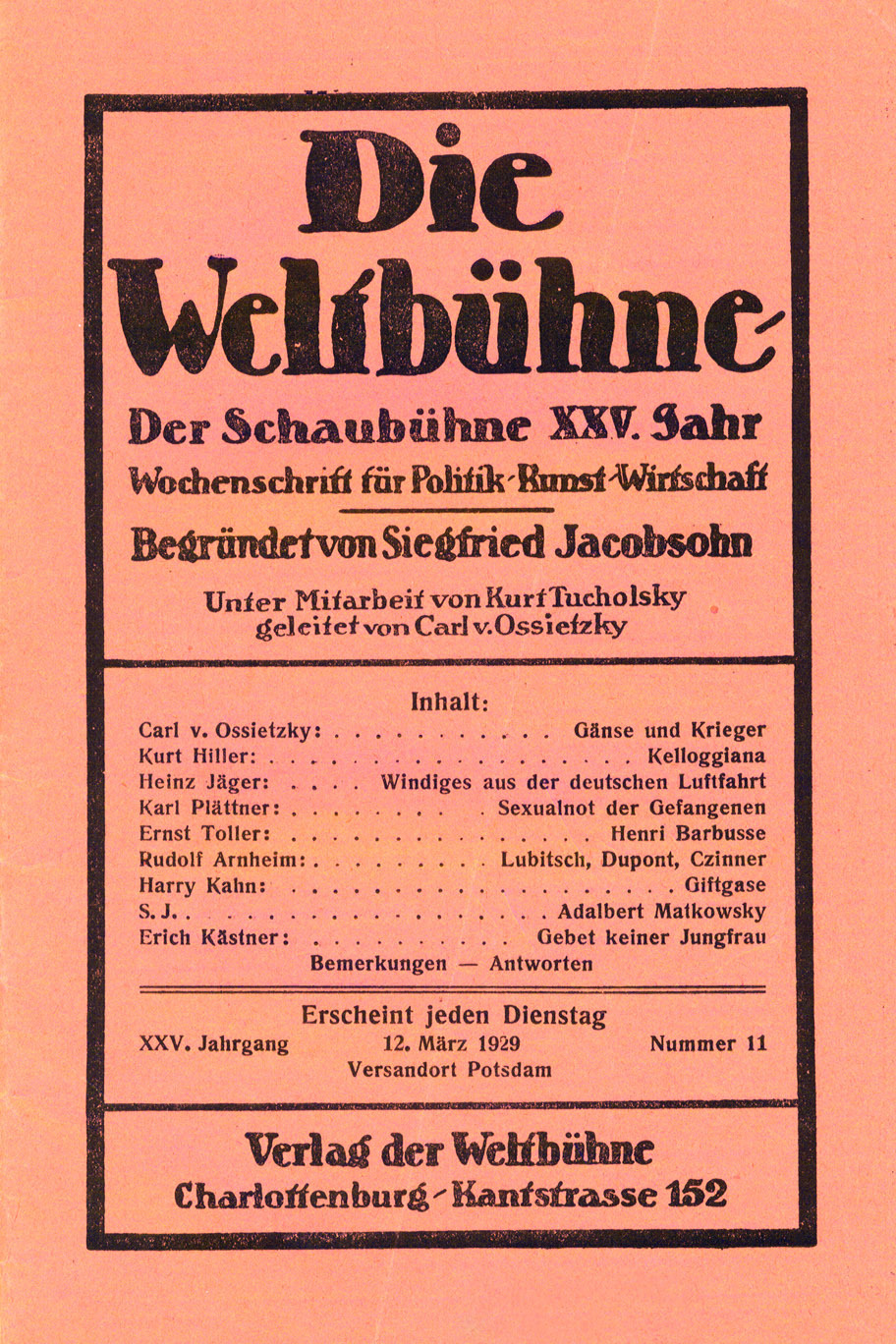
Die Weltbühne du 12 mars 1929, avec la participation de Kurt Tucholsky sous la direction de Carl von Ossietzky.

La liste noire ne comportait pas seulement des auteurs de langue allemande, mais également des français, notamment André Gide, Marcel Proust, Romain Rolland et Henri Barbusse ; les américains Ernest Hemingway, Upton Sinclair, Jack London et John Dos Passos ainsi que de nombreux écrivains soviétiques tels que Maxime Gorki, Isaac Babel, Lénine, Trotski, Vladimir Maïakovski, Ilya Ehrenbourg.
Les persécutions dont furent victimes les écrivains dont les prises de positions orales ou écrite entraient en contradiction avec les idées du national socialisme et qui s'étaient refusés à participer au processus de « préparation à la résistance spirituelle » comme on le leur demandait ne commencèrent pas avec ces autodafés qui en représentèrent en fait le point culminant. De nombreux auteurs mais aussi des artistes et des scientifiques se virent par la suite frappés d'interdiction de publier ou de travailler, leurs œuvres disparurent des bibliothèques et des programmes scolaires ; certains furent exécutés (comme Carl von Ossietzky, Erich Mühsam, Gertrud Kolmar, Jakob van Hoddis, Paul Kornfeld, Arno Nadel (en), Georg Hermann, Theodor Wolff, Adam Kuckhoff et Rudolf Hilferding) d'autres perdirent leur nationalité (Ernst Toller et Kurt Tucholsky) et furent réduits à l'exil (Walter Mehring et Arnold Zweig) ou forcés à une forme de résistance passive, qui prendra plus tard le nom d'émigration intérieure et qu'Erich Kästner décrira en ces termes : « on est un cadavre vivant ». Beaucoup d'entre eux connurent le désespoir et se suicidèrent, tels Walter Hasenclever, Ernst Weiß, Carl Einstein, Walter Benjamin, Ernst Toller ou Stefan Zweig.
Pour les auteurs qui se coulaient dans le moule national-socialiste, la mise à l'index d'un collègue était une aubaine professionnelle. « On les voit sortir en rampant de tous les trous, ces petites putes provinciales de la littérature », écrivait Kurt Tucholsky en 1933, « Enfin, enfin la concurrence juive a disparu… Mais maintenant ! […] Voici les biographies des nouveaux héros, l'ivresse des cimes et les edelweiss, le tapis vert des prairies et le sillon des champs, […] Vous ne pouvez pas imaginer la nullité totale ! ».

## Témoignages

### Erich Kaestner

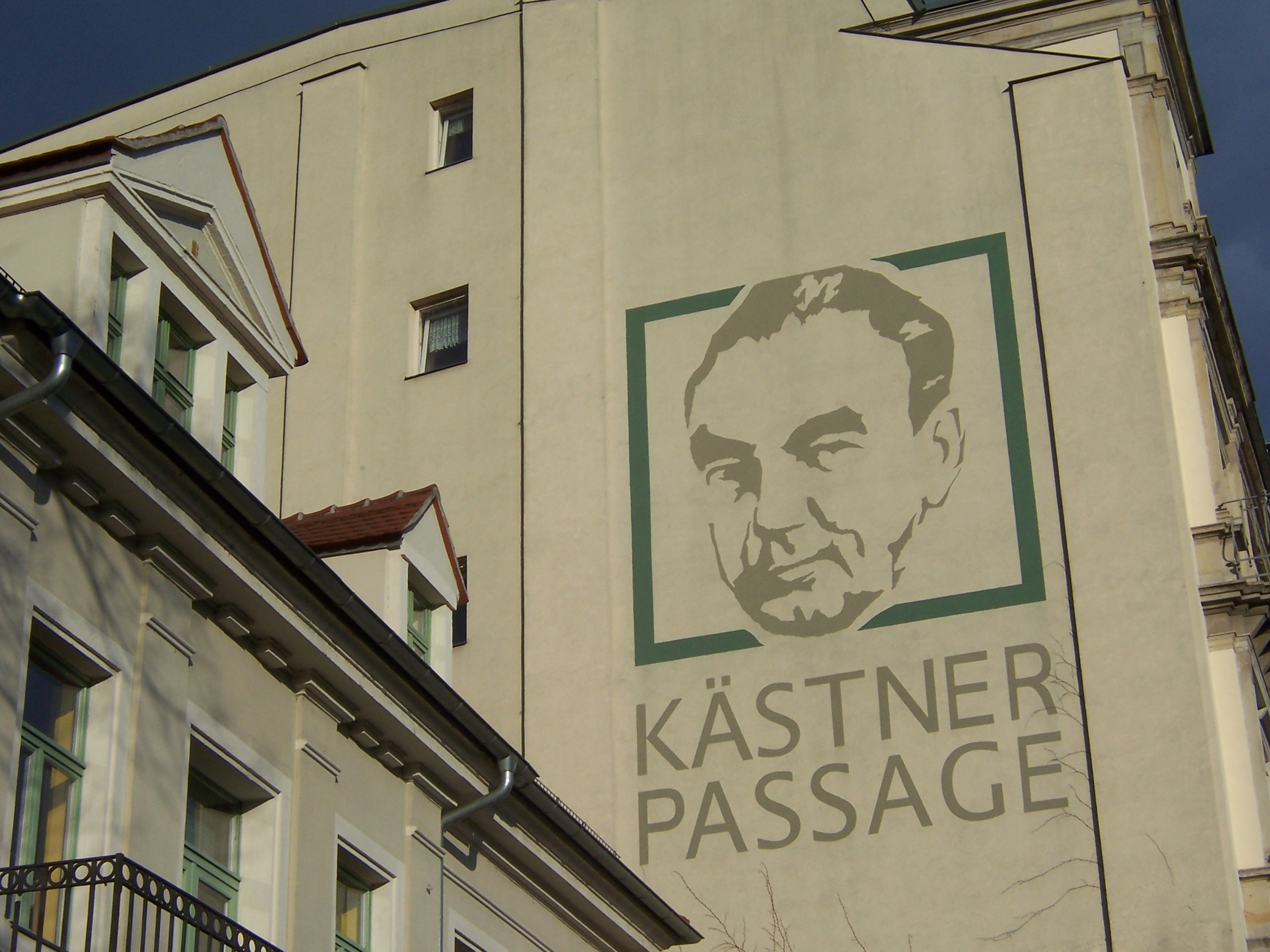
Erich Kästners, Kästner-Passage à Dresde.

Erich Kästner fut témoin de l'autodafé de ses propres livres sur la place de l'opéra de Berlin et entendit citer son nom dans la deuxième invocation devant le bûcher.

« Et en l'an 1933 mes livres furent brûlés en grande pompe funèbre sur la place de Berlin, près de l'opéra, par un certain Monsieur Goebbels. Le nom de vingt-quatre écrivains allemands, qui devaient être à jamais symboliquement effacés, furent par lui triomphalement proclamés. J'étais le seul des vingt-quatre qui me fus personnellement déplacé pour assister à cette mise en scène éhontée. Je me trouvais près de l'université, coincé entre des étudiants en uniforme de SA, la fleur de la nation et là je vis nos ouvrages s'envoler vers les flammes étincelantes et j'entendis les tirades prétentieuses du nabot hypocrite et menteur. Un temps d'enterrement régnait sur la ville. La tête d'un buste brisé de Magnus Hirschfeld avait été fichée sur une longue perche qui se balançait de droite et de gauche dans les airs au-dessus de la foule muette. C'était écœurant. Soudain, une voix de femme retentit : "Mais c'est Kaestner ! Il est là !" C'était une jeune artiste de cabaret, qui en se faufilant dans la foule avec un collègue et en m'apercevant là n'avait pu retenir cette expression de surprise. Je me sentis extrêmement mal à l'aise ; mais il ne se passa rien (et pourtant à cette époque, il s'en passait des choses). Les livres continuaient à voler vers les flammes. Les tirades du nabot hypocrite et menteur résonnaient toujours. Et les visages de la garde brune des étudiants, avec leur jugulaire sous le menton, ne s'étaient pas détournés, ils regardaient toujours en direction des flammes et du petit démon gesticulant et psalmodiant. Au cours des années suivantes, je ne vis plus mes livres en public que les rares fois où je me trouvai à l'étranger. À Copenhague, à Zurich, à Londres. C'est un sentiment extraordinaire que d'être un auteur interdit et de ne plus voir ses livres sur les étagères des bibliothèques et dans les vitrines des librairies. Dans aucune ville de mon pays natal. Pas même dans la ville où j'étais né. Pas même à Noël, lorsque les Allemands courent les rues enneigées à la recherche de cadeaux. »

— Erich Kästner, Kennst du das Land, in dem die Kanonen blühen?

### Oskar Maria Graf

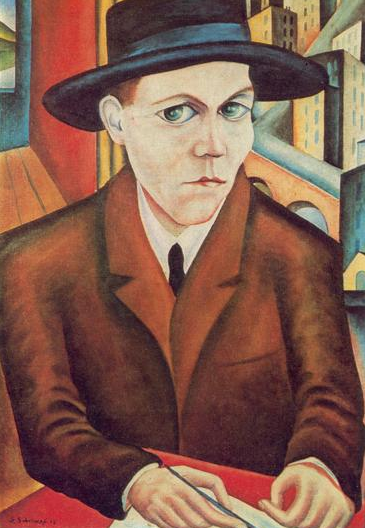
Oskar Maria Graf (1927).

Avec un peu de retard Oskar Maria Graf réclama que l'on brûle ses livres lorsqu'il se rendit compte avec horreur que ceux-ci, loin d'être interdits, figuraient sur la « liste blanche » des ouvrages recommandés par les nazis. Voici la déclaration qu'il fit paraître en 1933 dans le journal des travailleurs viennois (Wiener Arbeiterzeitung) :

« Comme presque tous les intellectuels de gauche allemands résolument socialistes, j'ai eu l'occasion d'éprouver quelques-uns des bienfaits du nouveau régime : pendant une de mes absences imprévues de Munich, la police fit irruption à mon domicile pour venir m'arrêter. Ils s'emparèrent d'une foule de manuscrits irremplaçables, de notes de recherches réunies à grand peine, tous mes papiers professionnels et une grande partie de ma bibliothèque. Tout ceci attend vraisemblablement le bûcher. J'ai également dû quitter ma maison, mon travail et, pire, ma terre natale pour échapper aux camps de concentration. Mais le plus beau vient de m'être communiqué : d'après le Courrier de la bourse de Berlin, je figure sur la « liste blanche » des auteurs de la nouvelle Allemagne, et la lecture de tous mes ouvrages, à l'exception du principal, Wir sind Gefangene (Nous sommes prisonniers), est recommandée. Je me vois invité à devenir un des thuriféraires du « nouvel esprit » allemand. En vain me demandé-je : en quoi ai-je mérité une telle infamie ? Le « Troisième Reich » a presque fini par vider l'ensemble de la littérature allemande de toute signification, a rompu avec la véritable poésie allemande, a contraint à l'exil la majorité des auteurs allemands importants et fait en sorte qu'il soit impossible de publier leurs livres en Allemagne.
Dans leur inconscience, quelques gratte-papiers prétentieux nés de la conjoncture et les détenteurs du pouvoir du moment, avec un vandalisme sans bornes, ont fait tout leur possible pour essayer d'extirper de notre poésie et de notre art tout ce qui avait un peu de valeur et de réduire le concept d'« allemand » à son acception nationaliste la plus étroite. Un nationalisme au nom duquel le moindre mouvement vers la liberté se voit opprimé, sous l'ordre duquel tous ces hommes intègres que sont mes amis socialistes sont pourchassés, incarcérés, torturés, assassinés ou poussés au désespoir et au suicide. Et les représentants de ce nationalisme barbare qui n'a rien, mais alors rien à voir avec le fait d'être allemand, qui n'a aucune raison d'être tout court, ouvrent le parapluie en faisant semblant de se réclamer de moi comme de l'un de leurs « intellectuels » et me mettent sur leur soi-disant « liste blanche », liste qui devant la conscience internationale ne saurait être autre chose qu'une liste noire ! Je n'ai jamais mérité telle infamie ! Toute mon existence, tous mes écrits me donnent le droit de réclamer que mes livres soient jetés au bûcher et qu'ils ne se retrouvent jamais entre les mains tachées de sang ou dans les cervelles détraquées des hordes brunes meurtrières. Réduisez en cendres les œuvres de l'esprit allemand ! Cela ne l'empêchera pas de vivre à jamais comme votre ignominie ! J'en appelle à tous les journaux honnêtes pour qu'ils publient ce texte de protestation. »

— Oskar Maria Graf
Il faut signaler cependant que dans les villes universitaires parurent des listes d'ouvrages condamnés, par exemple dans le quotidien de Göttingen du 11 mai 1933, où figurait Oskar Maria Graf avec toutes ses œuvres, sauf Wunderbare Menschen (« Des Hommes admirables ») et Kalendergechichte (« Les Contes du calendrier »).

### Bertolt Brecht

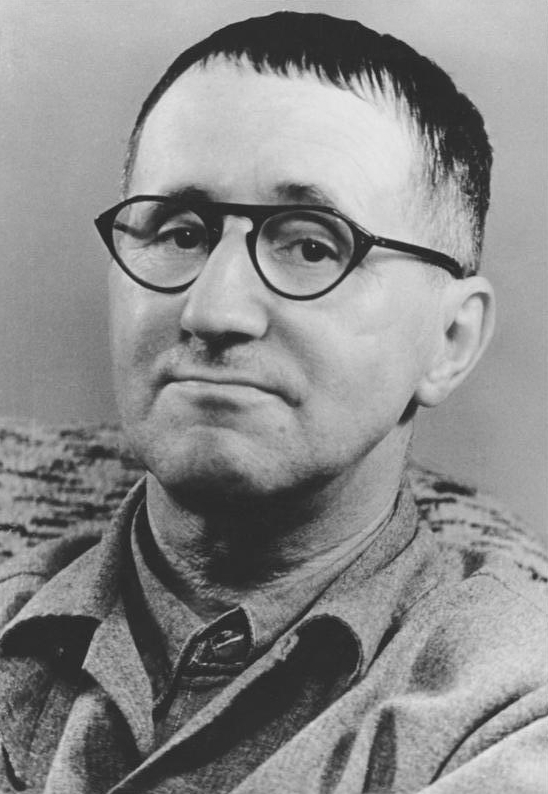
Bertolt Brecht (1948).

Quand le régime ordonnait que les livres au contenu nuisible
Soient brûlés publiquement, et que de toutes parts
On obligeait les bœufs des charretées de livres
A traîner au bûcher, voilà qu'il découvrit
Ce poète pourchassé, un des meilleurs, la liste des
Victimes sous les yeux, horrifié, que ses
Livres avaient été oubliés. Il vola à son bureau
(La colère lui donnait des ailes) pour écrire aux hommes de pouvoir.
Brûlez-moi ! écrivit-il d'une plume aérienne, brûlez-moi !
Ne me faites pas cela ! Ne m'oubliez pas ! N'ai-je pas
Toujours rapporté la vérité dans mes livres ? Et pourtant
Vous me traitez comme un menteur ! Je vous l'ordonne, brûlez-moi !
(Bertolt Brecht : L'Autodafé de livres)

### Discours
Extrait du discours du Dr Joseph Goebbels, responsable de la propagande nazie et Gauleiter de Berlin le 10 mai 1933 sur la place de l'opéra de Berlin. Goebbels signale cette prestation dans son journal de bord du 11 mai :

« Tard le soir discours place de l'opéra. Devant les bûchers de livres sales et honteux brûlés par les étudiants. Je suis en pleine forme. Rassemblement géant »

— Joseph Goebbels, Journal de bord.

« Le siècle de l'intellectualisme juif poussé à l'extrême est révolu et la révolution allemande a rouvert la voie à l'être allemand. Cette révolution n'est pas venue d'en haut, mais de la base. Elle est donc dans le meilleur sens du terme l'accomplissement de la volonté populaire. … Au cours des 14 dernières années, au cours desquels vous, communauté étudiante, avez dû subir dans un silence honteux l'humiliation de la république de novembre, les bibliothèques se sont remplies des livres ignobles et sales des auteurs juifs de l'asphalte […] Les révolutions qui sont authentiques ne s'arrêtent nulle part. Aucun endroit ne doit être épargné. […] De même qu'elle révolutionne les hommes, elle révolutionne les choses. […] C'est pourquoi vous faites bien de choisir cette heure du milieu de la nuit pour confier aux flammes l'anti-esprit du passé. Mais des ruines s'élèvera triomphant le phœnix d'un nouvel esprit, que nous portons en nous, que nous appelons de nos vœux, et auquel nous donnons le poids décisif. […] L'ordre ancien gît dans les flammes, l'ordre nouveau s'élèvera des flammes de nos cœurs. Là où nous retrouvons ensemble, là ou nous allons ensemble, c'est là que nous nous engageons pour le Reich et son avenir. Puisque vous vous arrogez le droit, vous autres étudiants, de jeter au brasier ces scories de l'esprit, alors vous devez aussi assumer le devoir d'ouvrir la voie à un esprit allemand véritable qui remplacera ces ordures. »

— Joseph Goebbels

« Aussi brûle donc, Ô jeunesse universitaire de la nation allemande, aujourd'hui à cette douzième heure de la nuit dans toutes les universités de l'empire, brûle ce que tu n'as certes jamais adoré mais qui est susceptible de te fourvoyer et de te mettre en péril comme nous tous. Quand la nécessité fait loi et que le danger la suit, il faut agir sans trop réfléchir. Si un livre de trop tombe ce soir dans les flammes, c'est moins grave que s'il en manquait un. Tout ce qui est sain se régénère bientôt de soi-même […] Nous voulons que notre action ait une portée symbolique. Ce feu est un symbole et doit continuer à agir et rayonner comme une incitation pour tous à faire la même chose. Son influence doit s'étendre du monde étudiant à la société civile. Nous secouons un joug étranger, nous levons un siège. Nous voulons libérer l'esprit allemand assiégé. »

— Allocution du germaniste Hans Naumann le 10 mai 1933 sur la place du Marché à Bonn (extrait)
Les élèves du lycée Bismarck de Dortmund récitèrent en chœur ce discours dit « de la torche » écrit et mis en scène par leur professeur, Friedhelm Kaiser.

« Avez vous reconnu l'ennemi ? Nettoyez la terre allemande ! Avancez avec la torche enflammée ! 
Reculez avec vos faux prophètes ! Que d'autres les adorent : nous voulons quant à nous les abattre !
Ce que les étrangers nous écrivent, ce que les étrangers nous chantent, ne doit jamais rester parmi nous, nous voulons aujourd'hui l'anéantir!
Ne nous laissons plus ensorceler par leur séduction subversive, ne laissons plus détruire les coutumes et la culture allemandes.
Travaillez, visez haut, restaurez notre bien, l'esprit allemand.
Que les flammes et le feu dévorent l'ancien et le condamnent - mettent au monde le nouveau et le bénissent ; Brûle, flamme, brûle. »

### Comptes rendus dans la presse
La presse ouvrit bien volontiers ses colonnes aux articles rédigés par les étudiants, et s'étendit avec complaisance sur les autodafés.
Neues Mannheimer Volksblatt (La nouvelle gazette populaire de Mannheim) du 20 mai 1933 à propos de l'incinération des livres du 19 mai 1933 :

« Il fallut presque trois quarts d'heures au dernier arrivant de la marche au flambeaux pour atteindre la pelouse. Il y avait des milliers de gens qui participaient : les étudiants de l'école supérieure de commerce en compagnie des SA, l'école d'ingénieur, le syndicat des enseignants du supérieur et diverses autres associations nationales. Près de huit orchestres accompagnaient la marche. Elle était fermée par une voiture qui transportait les livres condamnés à la destruction et un grand drapeau noir-rouge-or, qui allait être livré aux flammes avec les livres. Dès que la tête du cortège fit son apparition, le feu fut mis à une pile de bois et en quelques instants il s'éleva jusqu'au ciel nocturne en jetant sur la place une lumière si vive qu'elle fit pâlir les petites étoiles qui regardaient vers la terre avec curiosité (…) Après qu'on eut chanté le Horst-Wessel-Lied, le bûcher flamba sous les livres et les détruisit, eux et l'esprit non allemand dont ils étaient remplis. On s'en retourna ensuite vers la ville au son des orchestres. »

Le quotidien du matin de Pforzheim, la Pforzheimer Morgenblatt, datée du 19 juin 1933, évoque en ces termes un autodafé du 17 :

« L'incinération des livres fut présentée par un chœur exécuté par un groupe de l'union des jeunes filles allemandes. Au son de la marche d'introduction le feu fut mis au tas de livres et les flammes claires s'élevèrent vers le ciel tandis que les jeunes filles récitaient un autre texte du bûcher. Livre après livre fut jeté dans les flammes, jusqu'à ce que le dernier eut été anéanti par le feu. Têtes nues, les spectateurs qui s'était accumulés au cours de l'événement jusqu'à atteindre plusieurs milliers, entonnèrent le chœur : « Nur danket alle Gott » (« Remerciez simplement tous Dieu »). La fête se termina avec « Guten Kameraden » (Le Bon Camarade) repris en chœur et un triple hourra pour le chancelier du Reich. »

Le quotidien de Iéna (Jenaische Zeitung) du 28 août 1933 à propos d'un autodafé de livres survenu le 26 août :

« À 17 h 30, un cortège formé de la NSBO et de la jeunesse hitlérienne déboucha sur la place du Marché. Les drapeaux furent déposés autour de la Fontaine de Bismarck. Un énorme tas de drapeaux et d'ouvrages communistes y avait été dressé et bientôt une flamme immense s'éleva vers les cieux, annihilant les symboles et les productions intellectuelles des anciens maîtres marxistes. Impressionnée par le caractère symbolique de l'action, la foule regardait le spectacle sans un mot. Et lorsque le bûcher fut presque réduit en cendres, les bras se levèrent spontanément et l'hymne national retentit sur la place du Marché. »

Comme d'autres quotidiens, le Dortmunder General-Anzeiger du 31 mai 1933 reproduisit l'article Deutsch (Allemand) de Kurt Herwarth Ball, qui avait été le premier publié par le service de presse de la DSt :

« Et maintenant nous devons mener à bien une autre entreprise, celle-là même qu'ont entamée les étudiants allemands : le combat contre la sous-humanité des étrangers par le sang. Si nous voulons raviver la flamme de l'esprit allemand et l'empêcher de s'éteindre, alors tendons nos mains avec confiance vers celles qui nous offrent les 12 thèses des étudiants. 12 fois elles répètent cette volonté intransigeante de la jeune génération : “Allemand !” 12 fois, l'appel inébranlable, du sang et de la terre : “Allemand !” Et cet appel nous vient des étudiants, de cette jeune génération qui a appris à connaître la dure nécessité en travaillant pour payer ses études pendant les années de disette, en prenant les armes pendant les années sans gloire. Resserrons les rangs des Allemands, qui se battent là pour l'avenir sur les fronts politique, économique, scientifique et littéraire, dans l'art tout entier, soyons unis, nouveau front qui s'avancera sans faillir et dont le cri de guerre sera ce seul mot : “Allemagne !” »

Le Vossische Zeitung reçut un article de Theodor Heuss qui ne fut pas publié :

« Le premier président fédéral allemand, Theodor Heuss, rédigea un article (non publié) destiné au Vossische Zeitung, où il inscrivait l'autodafé dans la tradition de la fête de la Wartburg, le qualifiant de “pas si tragique”, sans doute parce que lui-même en avait été victime, trois de ses ouvrages ayant été mis à l'index et incinérés, notamment Hitlers Weg (La Voie d'Hitler), publié en 1932. Heuss commentait le fait dans une lettre du 7 mai 1933 :
“Il se trouve sur cette liste quelques personnes avec lesquelles je ne se sens pas en mauvaise compagnie, mais également des littérateurs juifs déracinés contre lesquels je me suis battu depuis des années et cela me plaît nettement moins d'entrer dans l'Histoire à leurs côtés.”
Dans cet article, Heuss reliait les autodafés au boycott des juifs du 1er avril, considérant même que le peuple allemand se défendait contre la presse internationale : une campagne de presse rapportant des “abominations allemandes” et des “progromes” (sic) allemands avec des sacrifices de masse avait été manigancée par les “cercles juifs orientaux et communistes de Londres et de New York”. »

## Réactions
« Ceci n'était qu'un prélude, là où l'on brûle des livres, on finit aussi par brûler des hommes. »

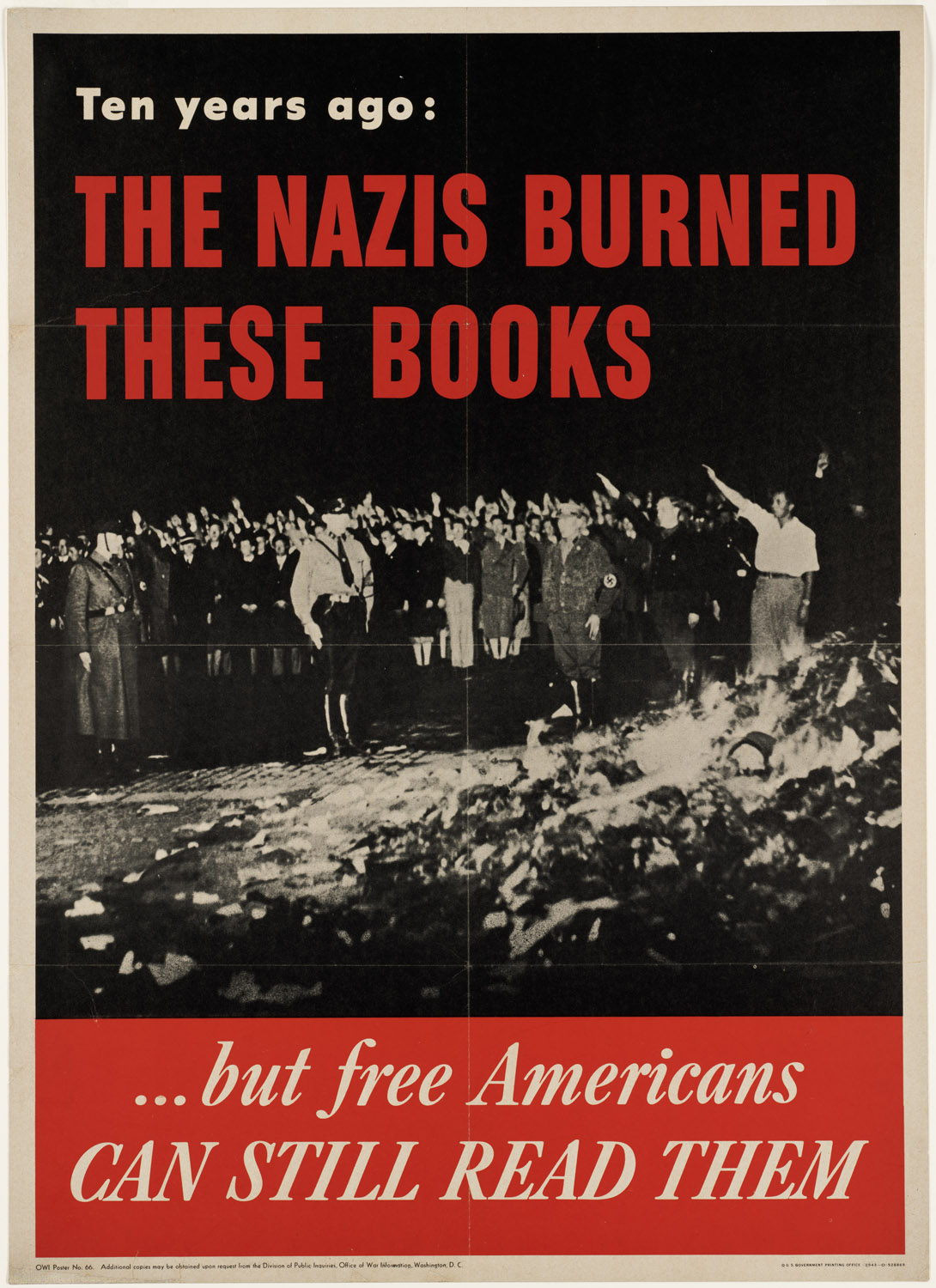
Affiche publiée en 1943 à la demande de l'Office de l'information de guerre : Il y a dix ans, les nazis ont brûlé ces livres, mais les Américains libres peuvent toujours les lire..

Cette phrase de Heinrich Heine, extraite de la tragédie Almansor (1821), devint une triste réalité en Allemagne à partir de 1933. La citation ne fait pas référence, comme on le croit trop souvent, à l'autodafé qui avait eu lieu quatre ans auparavant lors de la fête de la Wartbourg, en 1817, mais à l'incendie du Coran lors d'une insurrection des chevaliers chrétiens à Grenade.
L'autodafé nazi rencontra un vaste écho dans le pays et à l'étranger. En Allemagne, la plupart des journaux accueillirent l'événement avec enthousiasme. Il suscita néanmoins certaines critiques publiques et des actes de résistance isolés. La campagne agressive d'affichage des 12 thèses dans les universités provoqua des protestations ici et là. Le recteur de l'université Humboldt de Berlin, Eduard Kohlrausch, annonça qu'il démissionnerait si l'affiche n'était pas enlevée du hall d'entrée de l'université. L'écrivain Gerhard Schumann, chef régional de la ligue des étudiants nationaux-socialistes du Würtemberg, refusa de participer à l'« action contre l'esprit non allemand », et s'en tint à cette position malgré les protestations isolées que des groupes d'étudiants adressèrent à Berlin ; il reçut le soutien du professeur Mergenthaler, chef du gouvernement et ministre de la culture du land. Le théologien Richard Rinke est l'auteur du brouillon d'un texte de protestation signé de son nom dont personne ne sait ce qu'il est devenu. Mais en général les protestations ouvertes et la résistance active restèrent très marginales.
Le 10 mai 1933, à Prague, la une de l’Arbeiter-Illustrierte-Zeitung (« Le journal illustré des travailleurs ») publiait le célèbre collage de John Heartfield montrant Joseph Goebbels, le doigt levé devant le palais du Reichstag en flammes, devant un bûcher où brûlaient des livres. La légende disait : « Par la lumière aux ténèbres ».
Les écrivains en exil et leurs amis se mobilisèrent à l'étranger dès 1933 contre ce qu'Alfred Kantorowicz nomma la « date limite de la barbarie. » Dès le 27 avril, des protestations se firent entendre aux États-Unis contre le projet d'autodafé. Helen Keller intervint en compagnie d'auteurs connus tels que Sherwood Anderson et Sinclair Lewis en adressant aux étudiants allemands une lettre qui resta sans effet. Le 10 mai eut lieu à New York une manifestation à laquelle participèrent des centaines de milliers de simples citoyens, d'élus, de représentants des communautés religieuses et des institutions. Le maire de New York prononça l'allocution principale. Aux Pays-Bas, le jour de l'autodafé, radio Hilversum diffusa des extraits des livres interdits.
En mai 1933, Ernst Tollner, autre réfugié, prit la parole lors du 11e congrès du PEN club à Dubrovnik pour critiquer l'attitude passive d'un grand nombre de ses membres envers le fascisme et le national-socialisme. « Des millions d'hommes n'osent ni parler ni écrire librement dans l'Allemagne actuelle, et quand je prends la parole ici, c'est au nom de ces millions qui sont désormais privés de voix. » Le PEN club refusa cependant de prendre une position claire contre les autodafés de livres en Allemagne. Bientôt les écrivains qui avaient été chassés et qui avaient fui l'Allemagne se retrouvèrent dans une nouvelle structure : la section du PEN club des auteurs allemands à l'étranger. Le groupe, formé par Rudolf Olden, Max Herrmann-Neiße, Lion Feuchtwanger et Ernst Toller, avait son siège à Londres et son premier président fut Heinrich Mann.
Des écrivains membres de la section autrichienne du PEN club s'élevèrent contre les persécutions dont étaient victimes leurs collègues allemands ; parmi eux figuraient de futurs exilés volontaires tels Franz Theodor Csokor, Friedrich Torberg, Ernst Lothar et Raoul Auernheimer. Csokor, comme beaucoup d'autres écrivains dépendants du marché allemand, analysait le dilemme en ces termes le 19 mai 1933 : « Il suffit de trancher : faire de bonnes affaires ou garder une bonne conscience ? Je suis pour la seconde option en raison des dangers, ne serait-ce que l'exil, qui nous menaceraient si jamais la diablerie brune venait à s'implanter chez nous. » Les membres du PEN club viennois « germanophiles » et nazis claquèrent la porte de l'institution, notamment Richard Billinger (de), Max Mell, Josef Weinheber ou Bruno Brehm (de) et allèrent fonder la Ligue des auteurs germanophones d'Autriche.
Par la suite, le 10 mai fut promu « Journée des autodafés de livres » et donna lieu à des rencontres annuelles d'auteurs en exil d'abord à Paris, mais aussi à Londres, Mexico, Moscou, New York et Prague. Le dixième anniversaire des autodafés fut célébré de façon particulièrement notable aux États-Unis. Une exposition de livres interdits fut inaugurée dès décembre 1942 dans la bibliothèque municipale de New York, des dizaines d'autres événements, commémorations, conférences et exposés contribuèrent à faire largement connaître les œuvres interdites par les nazis.
Dans une allocution radiodiffusée par la BBC, Thomas Mann notait que le dixième anniversaire du 10 mai avait donné lieu à des manifestations « véritablement émouvantes » et « profondément humiliantes » pour les Allemands en exil.
Peter Suhrkamp (en) prit la parole en 1947 sur la place de l'opéra de Berlin : « Les flammes qui crépitèrent d'abord sur les bûchers de livres se transformèrent en un orage de feu qui plus tard engloutit nos villes, les habitations et les hommes eux-mêmes. Ce n'est pas seulement le jour des autodafés qui doit survivre dans la mémoire, mais tout cet enchaînement qui mène du feu de joie sur cette place aux incendies des synagogues et enfin au feu du ciel descendu sur nos villes. »
La République démocratique d'Allemagne décréta une « journée du livre libre » célébrée le 10 mai.

## Suites
Dans le territoire annexé d’Alsace-Moselle, la mise au pas de la population passe aussi par des dizaines d’autodafés, organisés simultanément le soir du solstice d’hiver de 1940. Ils concernent les auteurs français, francophiles, marxistes et juifs. Cet autodafé a laissé peu de traces dans les mémoires.

### Monuments

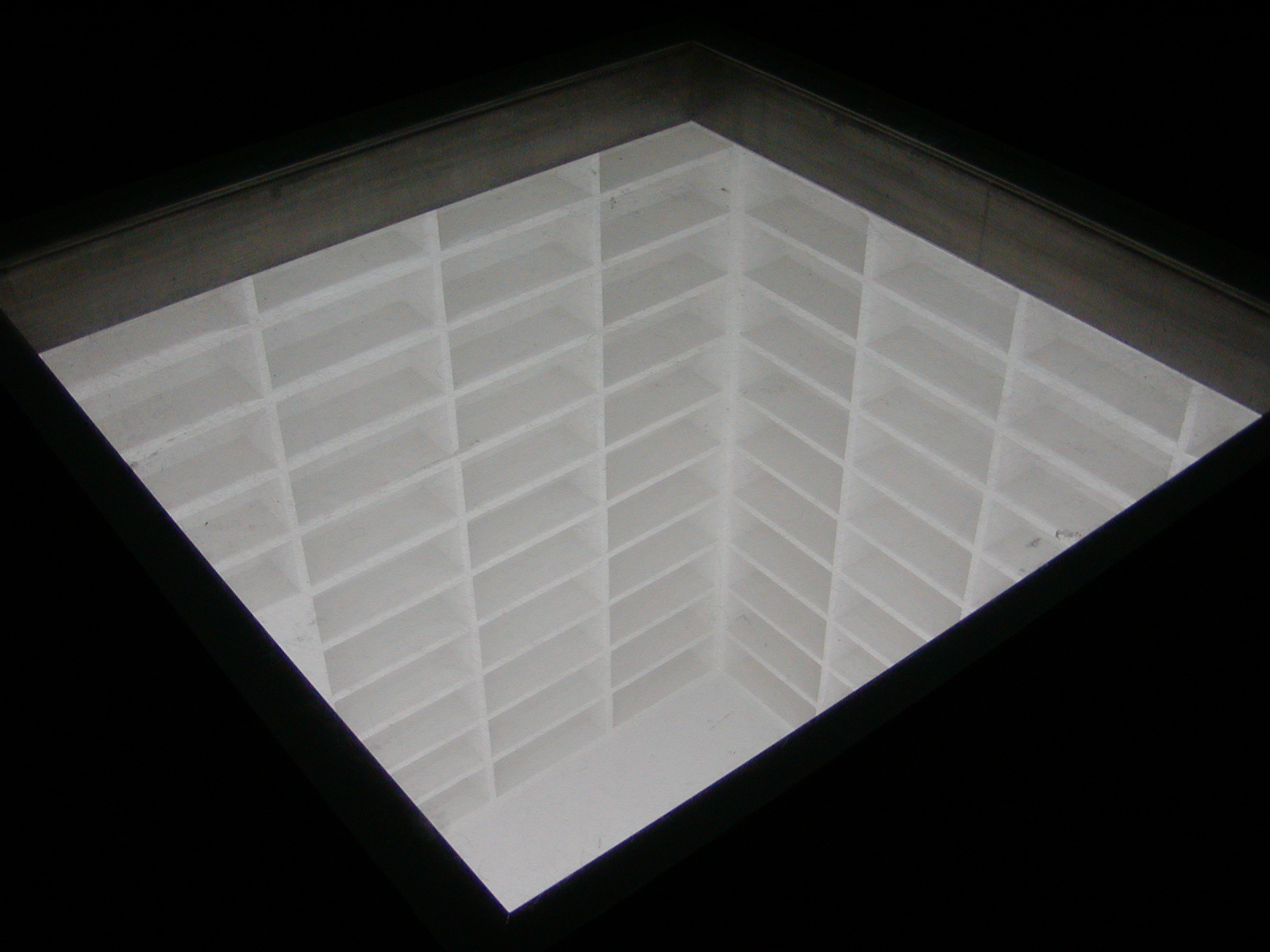
Mémorial de Micha Ullman sur la Bebelplatz, une chambre souterraine meublée d'étagères vides

Une plaque de verre fixée dans du plâtre sur la place Bebel, près de l'opéra de Berlin, évoque la mémoire du 10 mai 1933. Elle sert de fenêtre à travers laquelle on aperçoit le monument à la mémoire de l'autodafé, une bibliothèque aux étagères vides, œuvre de l'artiste israélien Micha Ullman. Deux plaques de bronze fixées au sol évoquent encore l'événement, citant l'extrait d'Almansor de Heinrich Heine, de façon malheureusement infidèle.
Dans plusieurs villes allemandes des plaques commémoratives évoquent l'autodafé : à Göttingen, une telle plaque se trouve dans la Albanikirchhof, anciennement place Adolf-Hitler, et porte la citation de Heine ; sur la Römerberg, à Francfort, entre l'église Nikolai et la fontaine de la Justice, une autre plaque de bronze évoque la mémoire de l'autodafé. Dans le quartier de Eimsbüttel, à Hambourg, on rencontre un monument en plein air à la mémoire de l'autodafé près du canal Isebek, au coin du quai de l'Empereur-Frédéric et de la rue Heymann. À Landau, la plaque se trouve sur la place de la Mairie, à Essen sur la place Gerling. Erlangen, Düsseldorf, Cologne et Brême ont également leur plaque commémorative.

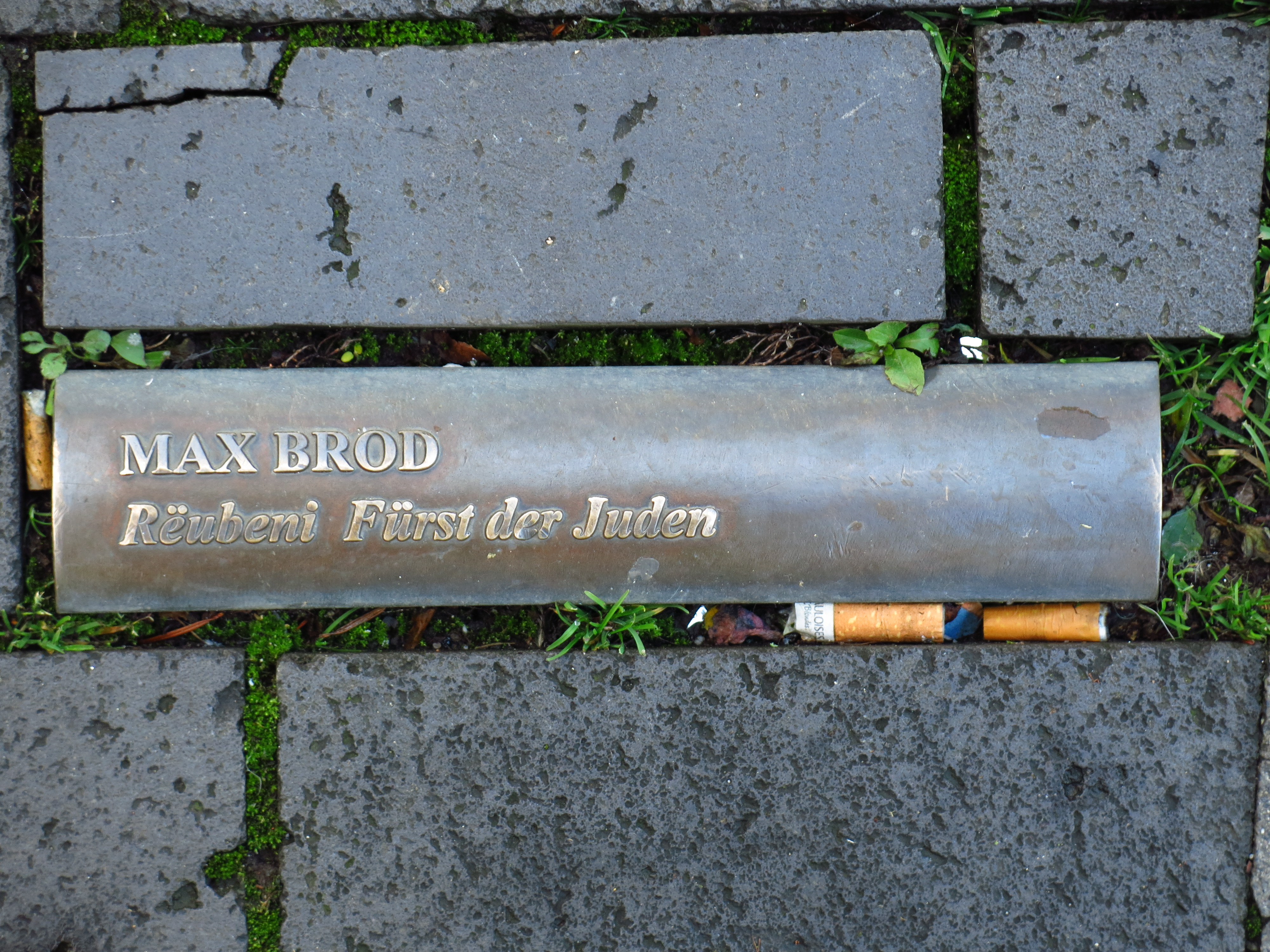
Mémorial pour l'incendie des livres de Max Brod au marché de Bonn.

À Munich, il n'existe encore aucun monument commémoratif de l’autodafé sur la place du Roi. Le plasticien Wolfram Kastner a plusieurs fois mis le feu à la pelouse pour dessiner un cercle de cendres noires à l'endroit où l'autodafé s'était déroulé. Il milite également pour la construction d'un centre de documentation sur le national-socialisme qui devrait se trouver sur la place Royale et où seraient recueillis les restes des ouvrages détruits. Kastner a mené d'autres actions commémoratives des autodafés dans diverses villes, telles que Cassel, Francfort, Heidelberg et Salzbourg, sous le titre « La trace des livres ».
Lors de la réfection de la place de la Résidence, à Salzbourg, on envisagea un moment de créer sur l'aire de stationnement un monument qui pérenniserait la mémoire du seul autodafé à s'être déroulé sur le sol autrichien. Le maire socialiste, Heinz Schaden, considérant lui qu'une plaque commémorative serait suffisante, on tomba d'accord sur un compromis en rajoutant le projet d'un monument dans le cahier des charges de l'appel d'offres. Le projet des architectes lauréats Rieder et Knittel prévoyait un monument mobile, qui devait se transformer la nuit en une sculpture de lumière animée par ordinateur. Le projet ne vit jamais le jour ; en 2009 il fut de nouveau réclamé par une initiative citoyenne.

### Bibliothèque allemande de la liberté
Le 10 mai 1934, à l'occasion du premier anniversaire des autodafés, l'écrivain Alfred Kantorowicz et ses collègues de l'union de défense des auteurs allemands à Paris fondèrent une « bibliothèque des livres brûlés » qui fut inaugurée par Egon Erwin Kisch et Alfred Kerr. Tous les ouvrages mis à l'index et brûlés en Allemagne furent rassemblés à la Cité fleurie de Paris grâce aux contributions de réfugiés du monde entier. Dès le 10 mai 1934, la bibliothèque possédait plus de onze mille volumes. La collection fut détruite sous l'occupation allemande et il n'existe plus aujourd'hui de collection complète des ouvrages interdits.
À la fin de la guerre, Alfred Kantorowicz et Arthur Drews publièrent une anthologie à la mémoire de cette bibliothèque, anthologie intitulée « Interdits et brûlés » ; ils notaient dans la préface qu'« il ne s'agissait pas d'actes spontanés commis par une foule ignorante, mais d'une entreprise mûrement réfléchie et soigneusement organisée au nom de la raison d'état national-socialiste. De même que l'incendie du Reichstag le 28 février 1933 allumait le phare de la terreur contre les opposants au fascisme, que le boycott des juifs le 1er avril 1933 constituait le premier acte des pogroms, que la dissolution et le pillage des syndicats le 2 mai 1933 sonnait la déclaration de l'oppression de la société, de même les autodafés du 10 mai 1933 furent-ils les prémisses visibles de l'aliénation et du retour à la barbarie de l'Allemagne, avec l'aide de l'administration et le recours à des méthodes terroristes ».